# Pegasus Press
Pegasus Press est un éditeur de jeux de rôle à Friedberg (Hessen), qui fabrique également des jeux de cartes et jeux de société. L’éditeur propose entre autres Midgard, le plus ancien jeu de rôle allemand, et Cthulhu, un jeu de rôles dans différents mondes de H. P. Lovecraft dans son catalogue. Pour Midgard il y a également une publication de romans s’inspirant du jeu.